# 奧康納 (內布拉斯加州)
奧康納（英語：O'Connnor）是位於美國內布拉斯加州格里利縣的非建制地區。

## 歷史
奧康納的郵局於1880年設立，其後於1904年停運。

## 地理
奧康納所處的海拔為高於海平面599米（即1965英呎），而該地所採用的時區為UTC-6，即北美中部时区（CST）。同時該地設有夏令時間，為UTC-6調快一小時，即UTC-5（CDT）。